# Banka Poštanska štedionica Beograd
Banka Poštanska štedionica Beograd (code BELEX : PSBN) est une banque serbe qui a son siège social à Belgrade, la capitale de la Serbie.
Banka Poštanska štedionica Beograd signifie « Caisse d'épargne postale de Belgrade ».

## Historique
L'idée de créer la Poštanska štedionica remonte à 1871, à l'époque de la principauté de Serbie, et a été mise en œuvre par un décret en date du 30 novembre 1921, à l'époque du royaume des Serbes, Croates et Slovènes. Le premier livret d'épargne a été mis en place le 1er janvier 1926 et fut exonéré d'impôts pour favoriser les épargnants les plus modestes.
La Banka Poštanska štedionica Beograd été admise au libre marché de la Bourse de Belgrade le 7 février 2006 et en a été exclue le 21 juin 2013. En octobre 2013, le ministre serbe des Finances, Lazar Krstić, a proposé au gouvernement que la Banka Poštanska štedionica prenne en charge tous les dépôts assurés et non assurés de la Privredna banka Beograd (la « banque commerciale de Belgrade ») et toutes les parts détenues par l'État dans cette banque qui venait de perdre sa licence. À la fin de janvier 2014, une autre banque, l'Univerzal banka Beograd, a également perdu sa licence et la Poštanska štedionica a repris ses clients.

## Activités
La Banka Poštanska štedionica propose les services traditionnels d'une banque : compte courant, carte de paiement, crédits, banque en ligne ; elle offre également des services de transfert d'argent Western Union etc.

## Données boursières
Le 2 juin 2014, l'action de la Banka Poštanska štedionica Beograd valait 25 754 RSD (222,87 EUR). Elle a connu son cours le plus élevé, soit 90 000 RSD (778,85 EUR), le 17 mai 2007 et son cours le plus bas, soit 3 800 RSD (32,88 EUR), le 5 mai 2009.
Le capital de la Banka Poštanska štedionica Beograd est détenu en totalité par des entités juridiques, dont 49,57 % par JP PTT saobraćaja Srbija et 47,85 % par l'État serbe.